# أ. ويلسون
أ. ويلسون (بالإنجليزية: A. N. Wilson) (و. 1950  م) هو مؤرخ، وروائي، وكاتب سير بريطاني، هو عضوٌ في الجمعية الملكية للأدب.

## التعليم
تعلم في St Stephen's House ‏، وتعلم في مدرسة رغبي ‏، وتعلم في كلية نيو كوليج
.

## جوائز
حصل على جوائز منها:
- E. M. Forster Award [الإنجليزية]‏ (1989)
- جائزة جون لولين رايس  [لغات أخرى]‏
- زمالة الجمعية الملكية للأدب

## روابط خارجية
- أ. ويلسون على موقع الموسوعة البريطانية (الإنجليزية)
- أ. ويلسون على موقع إن إن دي بي (الإنجليزية)